# Barragantitlán
Barragantitlán är en ort i Mexiko.   Den ligger i kommunen Ixhuatlán del Sureste och delstaten Veracruz, i den sydöstra delen av landet, 500 km öster om huvudstaden Mexico City. Barragantitlán ligger 16 meter över havet och antalet invånare är 249.
Terrängen runt Barragantitlán är platt, och sluttar västerut. Runt Barragantitlán är det ganska glesbefolkat, med 31 invånare per kvadratkilometer. Närmaste större samhälle är Coatzacoalcos, 12,5 km norr om Barragantitlán. Omgivningarna runt Barragantitlán är en mosaik av jordbruksmark och naturlig växtlighet.